# Metsanurga (Pala)
Metsanurga est un village de la commune de Pala du Comté de Jõgeva en Estonie.
Au 31 décembre 2011, il compte 73 habitants.